# Medhi Benatia
Medhi Amine El Mouttaqi Benatia (født 17. april 1987 i Courcouronnes, Frankrig) er en marokkansk fodboldspiller, der spiller som midterforsvarer i den italienske Serie A-klub Juventus. Han har tidligere spillet for blandt andet Bayern München og AS Roma.